# Rose-France
Pour plus de détails, voir Fiche technique et Distribution.
Rose-France est un film français réalisé par Marcel L'Herbier, sorti en 1919.

## Fiche technique
- Titre : Rose-France
- Réalisation : Marcel L'Herbier
- Scénario :
- Photographie : Anatole Thiberville
- Décors :
- Pays de production :  France
- Société de production : Haut Commissariat à la Propagande, Itys-Film MLH, Société des Etablissements L. Gaumont
- Société de distribution :
- Format : Noir et blanc - Muet - 1,33:1 - 35 mm
- Genre : Film dramatique
- Durée : 70 minutes (1 h 10)
- Date de sortie : 
  - France : 27 juin 1919

## Distribution
- Claude-France Aïssé : Franciane Roy
- Jaque Catelain : Lauris
- Byron Kuhn
- Francis Byrne